# マイケル・ヴィーナス
マイケル・ヴィーナス（Michael Venus、1987年10月16日 - ）は、ニュージーランド・オークランド出身の男子プロテニス選手。ATPツアーダブルスで7勝を挙げている。自己最高ランキングはシングルス274位、ダブルス12位。身長191cm、体重85kgの長身選手。

## 来歴
2006年にプロに転向。普段からダブルスのみに活動を絞っている。
2017年の全仏オープンダブルスをライアン・ハリソンと組てグランドスラム初優勝を果たした。

## ATPツアー決勝進出結果

### ダブルス: 14回 (7勝7敗)
| 結果   | No. | 決勝日         | 大会               | サーフェス    | パートナー               | 対戦相手                                          | スコア                  |
| ------ | --- | -------------- | ------------------ | ------------- | ------------------------ | ------------------------------------------------- | ----------------------- |
| 優勝   | 1.  | 2015年5月23日  | ニース             | クレー        | マテ・パビッチ           | ホリア・テカウ ジャン＝ジュリアン・ロジェ         | 7–6(7–4), 2–6, [10–7]   |
| 準優勝 | 1.  | 2015年7月26日  | ボゴタ             | クレー        | マテ・パビッチ           | エドゥアール・ロジェ＝バセラン ラデク・ステパネク | 5–7, 3–6                |
| 準優勝 | 2.  | 2015年10月25日 | ストックホルム     | ハード (室内) | マテ・パビッチ           | ニコラス・モンロー ジャック・ソック               | 5-7, 2-6                |
| 優勝   | 2.  | 2016年1月16日  | オークランド       | ハード        | マテ・パビッチ           | エリック・ブトラック スコット・リプスキー         | 7-5, 6-4                |
| 優勝   | 3.  | 2016年2月7日   | モンペリエ         | ハード (室内) | マテ・パビッチ           | アレクサンダー・ズベレフ ミーシャ・ズベレフ       | 7–5, 7–6(7–4)           |
| 優勝   | 4.  | 2016年2月21日  | マルセイユ         | ハード (室内) | マテ・パビッチ           | ジョナサン・エルリック コリン・フレミング         | 6–2, 6–3                |
| 準優勝 | 3.  | 2016年3月21日  | ニース             | クレー        | マテ・パビッチ           | フアン・セバスティアン・カバル ロベルト・ファラ   | 6–4, 4–6, [8–10]        |
| 優勝   | 5.  | 2016年2月21日  | スヘルトーヘンボス | 芝            | マテ・パビッチ           | ドミニク・イングロット レイベン・クラーセン       | 3-6, 6–3, [11-9]        |
| 準優勝 | 4.  | 2016年7月24日  | グシュタード       | クレー        | マテ・パビッチ           | フリオ・ペラルタ オラシオ・セバジョス             | 7–6(7–2), 6–2           |
| 準優勝 | 5.  | 2016年9月25日  | メス               | ハード        | マテ・パビッチ           | フリオ・ペラルタ オラシオ・セバジョス             | 3–6, 6–7(4–7)           |
| 準優勝 | 6.  | 2016年10月23日 | ストックホルム     | ハード (室内) | マテ・パビッチ           | エリアス・イメル ミカエル・イメル                 | 1–6, 1–6                |
| 準優勝 | 7.  | 2016年10月30日 | バーゼル           | ハード (室内) | ロベルト・リンドステット | マルセル・グラノリェルス ジャック・ソック         | 3–6, 4–6                |
| 優勝   | 6.  | 2017年5月1日   | エストリル         | クレー        | ライアン・ハリソン       | ダヴィド・マレーロ トミー・ロブレド               | 7–5, 6–2                |
| 優勝   | 7.  | 2017年6月6日   | 全仏オープン       | クレー        | ライアン・ハリソン       | サンティアゴ・ゴンサレス ドナルド・ヤング         | 7–6(7–5), 6–7(4–7), 6–3 |